# Fabricated City
Pour plus de détails, voir Fiche technique et Distribution.
Fabricated City (hangeul : 조작된 도시 ; RR : Jojagdoen dosi ; litt. « Ville fabriquée ») est un film sud-coréen réalisé par Park Kwang-hyun et sorti en 2017.
Il totalise 2,5 millions d'entrées dans le box-office sud-coréen 2017.

## Synopsis
Dans la vie réelle, Kwon Yoo (Ji Chang-wook) est sans-emploi, mais dans le monde virtuel, il est reconnu comme le meilleur joueur sans rival à sa hauteur. Alors qu'il joue comme d'habitude dans son cybercafé local, Kwon Yoo apprend qu'il est le principal suspect d'un crime horrible : le viol et le meurtre d'une lycéenne. Arrêté par la police, il réalise qu'il est victime d'un coup montée par une grande société. Avec l'aide du joueur Démolition (Ahn Jae-hong) et de la pirate informatique Yeo-wool (Sim Eun-kyeong), ils partent en quête de la vérité pour l'innocenter.

## Fiche technique
Sauf indication contraire ou complémentaire, les informations mentionnées dans cette section peuvent être confirmées par la base de données de KMDb
- Titre original : 조작된 도시
- Titre international : Fabricated City
- Réalisation : Park Kwang-hyun
- Scénario : Oh Sang-ho et Park Kwang-hyun
- Musique : Kim Tae-seong
- Décors : Kim Ji-wan et Kim Yun-seok
- Costumes : Cho Sang-kyung et Ryu Hyun-min
- Photographie : Nam Dong-geun
- Son : Kim Seok-won
- Montage : Kim Jin-oh
- Production : Jeong Jae-wook et Kim Hyeon-cheol
- Coproduction : Hwang Mi-hee et Lim Ji-young
- Sociétés de production : TPS Company, en coproduction avec Simplex Films
- Société de distribution : CJ Entertainment
- Pays de production :  Corée du Sud
- Langue originale : coréen
- Format : couleur
- Genre : action, policier
- Durée : 126 minutes
- Dates de sortie :
  - Corée du Sud : 9 février 2017
  - France : [Quand ?]

## Distribution
- Ji Chang-wook : Kwon Yoo
- Sim Eun-kyeong : Yeo-wool
- Ahn Jae-hong : Démolition
- Oh Jung-se : Min Cheon-sang
- Kim Sang-ho (en) : Ma Deok-soo
- Kim Ki-cheon : la « Beauté de l'espace »
- Kim Min-kyo (en) : Daoshi Yong
- Choi Gwi-hwa : le directeur de la prison
- Geum Kwang-san : l'homme de main de Ma Deok-soo
- Kim Seul-gi (en) : Eun-pye

## Production

### Développement et attribution des rôles
Le film marque le retour du réalisateur Park Kwang-hyun, après son succès Welcome to Dongmakgol, 12 ans plus tôt. Le film marque également les débuts de Ji Chang-wook dans un rôle principal.

### Tournage
Le tournage commence le 1er juillet 2015 à Séoul, dans le quartier de Yongsan-gu, et se termine le 29 décembre suivant,,.
Selon CJ Entertainment, il est vendu dans 31 pays dont cinq où il est distribué directement par ce distributeur[réf. nécessaire]. Il est vendu dans 26 pays au marché du film européen lors de la Berlinale[réf. nécessaire]. Le film sort en Australie et en Nouvelle-Zélande en février, à Hong Kong en mars, en Malaisie en avril, en Thaïlande en mai[réf. nécessaire]. Il sort également à Taïwan, en Italie, en Inde, au Vietnam, en Indonésie, et en Amérique du Nord[réf. nécessaire].

## Box-office
Le film est premier du box-office sud-coréen à sa sortie avec plus d'un million d'entrées pour son premier week-end. Le Hollywood Reporter loue le film pour ses scènes d'action, mais critique sévèrement le scénario. Screen Anarchy qualifie également le film de pièce médiocre cachée derrière des scènes d'actions onéreuses.

## Distinctions

### Nomination
- Baeksang Arts Awards 2017[11] :
  - Meilleur nouvel acteur pour Ji Chang-wook
  - Acteur le plus populaire pour Ji Chang-wook

## Remake
En novembre 2023, une nouvelle version de ce film en série télévisée The Manipulated est annoncée pour CJ ENM et Studio Dragon, en co-production avec Simplex Films. Elle est écrite par Oh Sang-ho et réalisée par Kim Chang-joo, et Park Shin-woo. La diffusion est prévue en 2025 sur la plateforme Disney+,,.